# Carlos Schneeberger
Carlos Schneeberger (Temuco, 21 juni 1902 – 1 oktober 1973) was een Chileens voetballer van Duitse afkomst, die zijn vaderland onder meer vertegenwoordigde op de Olympische Zomerspelen 1928 en het WK voetbal 1930. Hij speelde als aanvaller en kwam uit voor Colo-Colo. Zijn achternaam wordt ook gespeld als Schneberger. Schneeberger speelde vijf interlands voor het Chileens voetbalelftal.
| Interlands van Carlos Schneeberger voor Chili | Interlands van Carlos Schneeberger voor Chili | Interlands van Carlos Schneeberger voor Chili | Interlands van Carlos Schneeberger voor Chili | Interlands van Carlos Schneeberger voor Chili | Interlands van Carlos Schneeberger voor Chili |
| №                                             | Datum                                         | Wedstrijd                                     | Uitslag                                       | Competitie                                    | Goals                                         |
| Als speler van Colo-Colo                      | Als speler van Colo-Colo                      | Als speler van Colo-Colo                      | Als speler van Colo-Colo                      | Als speler van Colo-Colo                      | Als speler van Colo-Colo                      |
| --------------------------------------------- | --------------------------------------------- | --------------------------------------------- | --------------------------------------------- | --------------------------------------------- | --------------------------------------------- |
| 1                                             | 10 december 1927                              | Chili – Uruguay                               | 2 – 3                                         | Vriendschappelijk                             | 0                                             |
| 2                                             | 27 mei 1928                                   | Portugal – Chili                              | 4 – 2                                         | Olympische Spelen                             | 0                                             |
| 3                                             | 5 juni 1928                                   | Chili – Mexico                                | 3 – 1                                         | Olympische Spelen                             | 0                                             |
| 4                                             | 16 juli 1930                                  | Chili – Mexico                                | 3 – 0                                         | WK-eindronde                                  | 0                                             |
| 5                                             | 16 juli 1930                                  | Chili – Frankrijk                             | 1 – 0                                         | WK-eindronde                                  | 0                                             |